# 1840 en musique classique
| \| • Retour à la chronologie générale de la musique classique • \| |
| Grèce • Rome • Haut Moyen Âge • VIIIe siècle • IXe siècle • Xe siècle • XIe siècle XIIe siècle • XIIIe siècle • XIVe siècle • XVe siècle • XVIe siècle • XVIIe siècle XVIIIe siècle • XIXe siècle • XXe siècle • XXIe siècle |
| • Retour à la chronologie générale de la musique classique • |

| Années en musique classique : 1837 - 1838 - 1839 - 1840 - 1841 - 1842 - 1843    |
| Décennies en musique classique : 1810 - 1820 - 1830 - 1840 - 1850 - 1860 - 1870 |

Cet article présente les faits marquants de l'année 1840 en musique.

## Événements
- 29 février : Lo zingaro, opéra en 2 actes, musique d'Uranio Fontana, livret de Thomas Sauvage, créé au Théâtre de la Renaissance de Paris.
- 10 avril : les Martyrs, premier grand opéra de Gaetano Donizetti, créé à l'Opéra de Paris.
- 28 juillet : Grande symphonie funèbre et triomphale, d'Hector Berlioz.
- 5 septembre : Un giorno di regno, opéra de Giuseppe Verdi, créé à la Scala de Milan.
- 23 septembre : Le Diable amoureux, ballet de François Benoist et Napoléon Henri Reber, créé à l'Opéra de Paris.

Date indéterminée
- Adolphe Sax invente le saxophone.

## Prix
- François Bazin remporte le premier et Édouard Batiste le deuxième Grand Prix de Rome

## Naissances

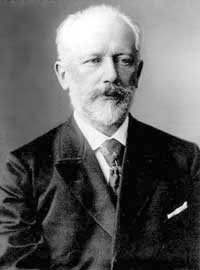
Piotr Ilitch Tchaïkovski

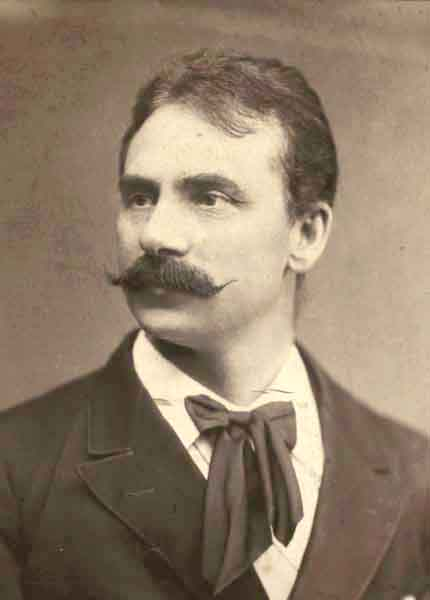
Johan Svendsen

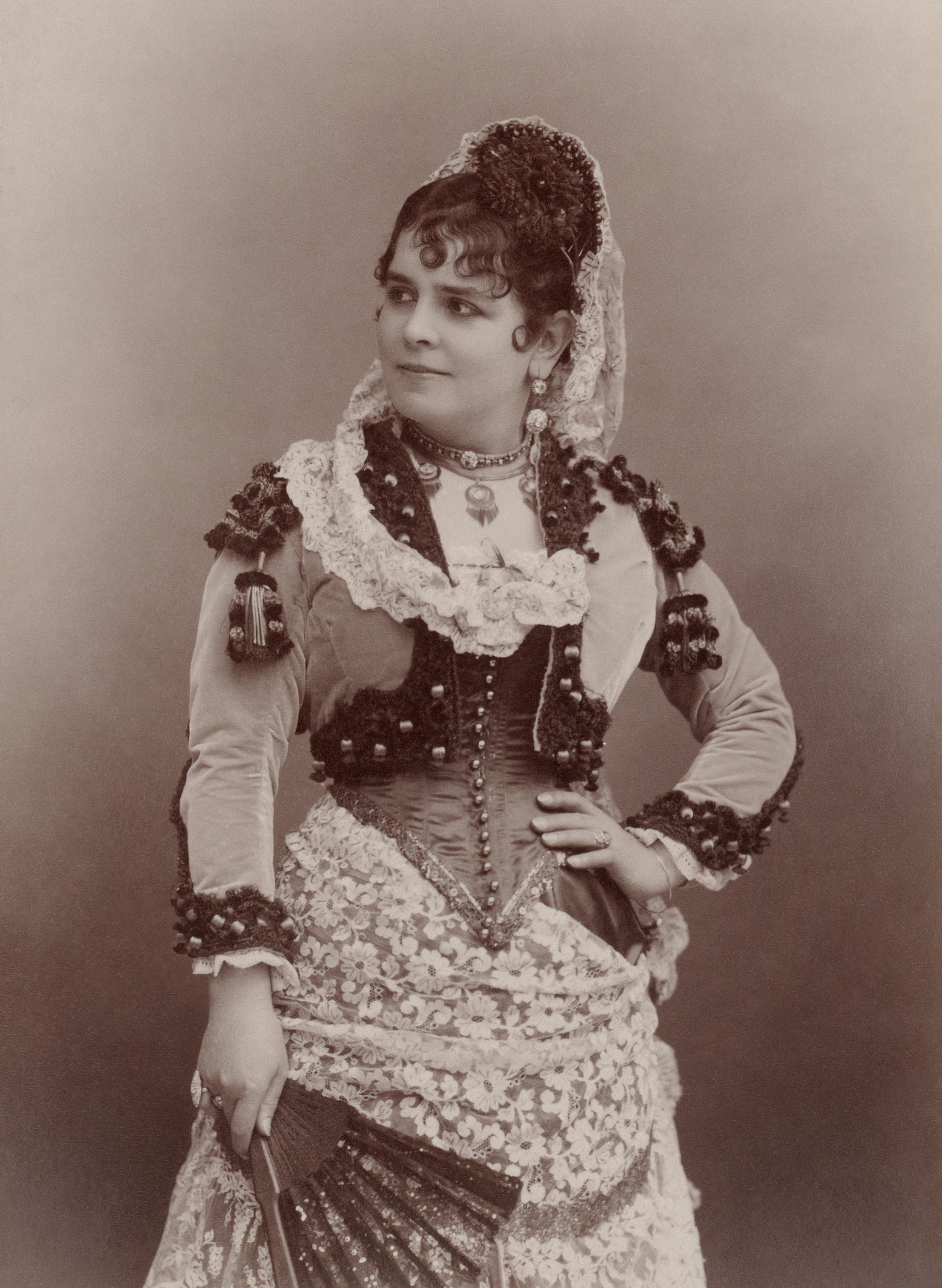
Célestine Galli-Marié

- 13 janvier : Louis Van Waefelghem, violoniste, altiste, joueur de viole d'amour et compositeur belge († 19 juin 1908).
- 18 janvier : Ernst Rudorff, compositeur allemand, pianiste, pédagogue, défenseur de la nature († 31 décembre 1916).
- 22 janvier : Adolphe Deslandres, compositeur et organiste français († 30 juillet 1911).
- 2 février : Louis-Albert Bourgault-Ducoudray chef d'orchestre et compositeur français († 14 juillet 1910).
- 11 février : Léon Reuchsel, organiste français († 11 août 1915).
- 15 février : Charles Bannelier, critique musical et musicographe français († 30 septembre 1899).
- 8 mars : Franco Faccio compositeur, chef d'orchestre et pédagogue italien († 21 juillet 1891).
- 24 avril : Carlo d'Ormeville, dramaturge, librettiste, critique musical et impresario italien († 26 juillet 1924).
- 7 mai : Piotr Ilitch Tchaïkovski, compositeur russe († 6 novembre 1893).
- 14 mai : Dominique Ducharme, pianiste, organiste et pédagogue canadien († 28 décembre 1899).
- 6 juin : John Stainer, organiste et compositeur anglais de musique religieuse († 31 mars 1901).
- 24 juin : Louis Brassin, pianiste belge († 17 mai 1884).
- 24 août : Ingeborg Bronsart von Schellendorf, compositrice et pianiste allemande d'origine suédoise († 17 juin 1913).
- 30 août : François Borne, compositeur et flûtiste français († 5 février 1920).
- 1er septembre : Giusto Dacci, compositeur et pédagogue italien († 5 avril 1915).
- 9 septembre : Gentil Theodoor Antheunis, poète et compositeur flamand († 5 août 1907).
- 30 septembre : Johan Svendsen, compositeur norvégien († 14 juin 1911).
- 4 octobre : Charles Lenepveu, compositeur et pédagogue français († 16 août 1910).
- 16 novembre : Jules Danbé, violoniste, chef d'orchestre et compositeur français († 10 novembre 1905).
- novembre : Célestine Galli-Marié, mezzo-soprano française († 22 septembre 1905).
- 7 décembre : Hermann Goetz, pianiste et organiste allemand († 3 décembre 1876).
- 11 décembre : Auguste Coédès, compositeur français († 13 juillet 1884).
- 17 décembre : 
  - Christian Frederik Emil Horneman, compositeur et chef d'orchestre danois († 8 juin 1906).
  - Auguste Larriu, musicien français, organiste et compositeur († 1925).
- 19 décembre : Giulio Ricordi, compositeur et éditeur italien d'ouvrages musicaux († 6 juin 1912).

## Décès

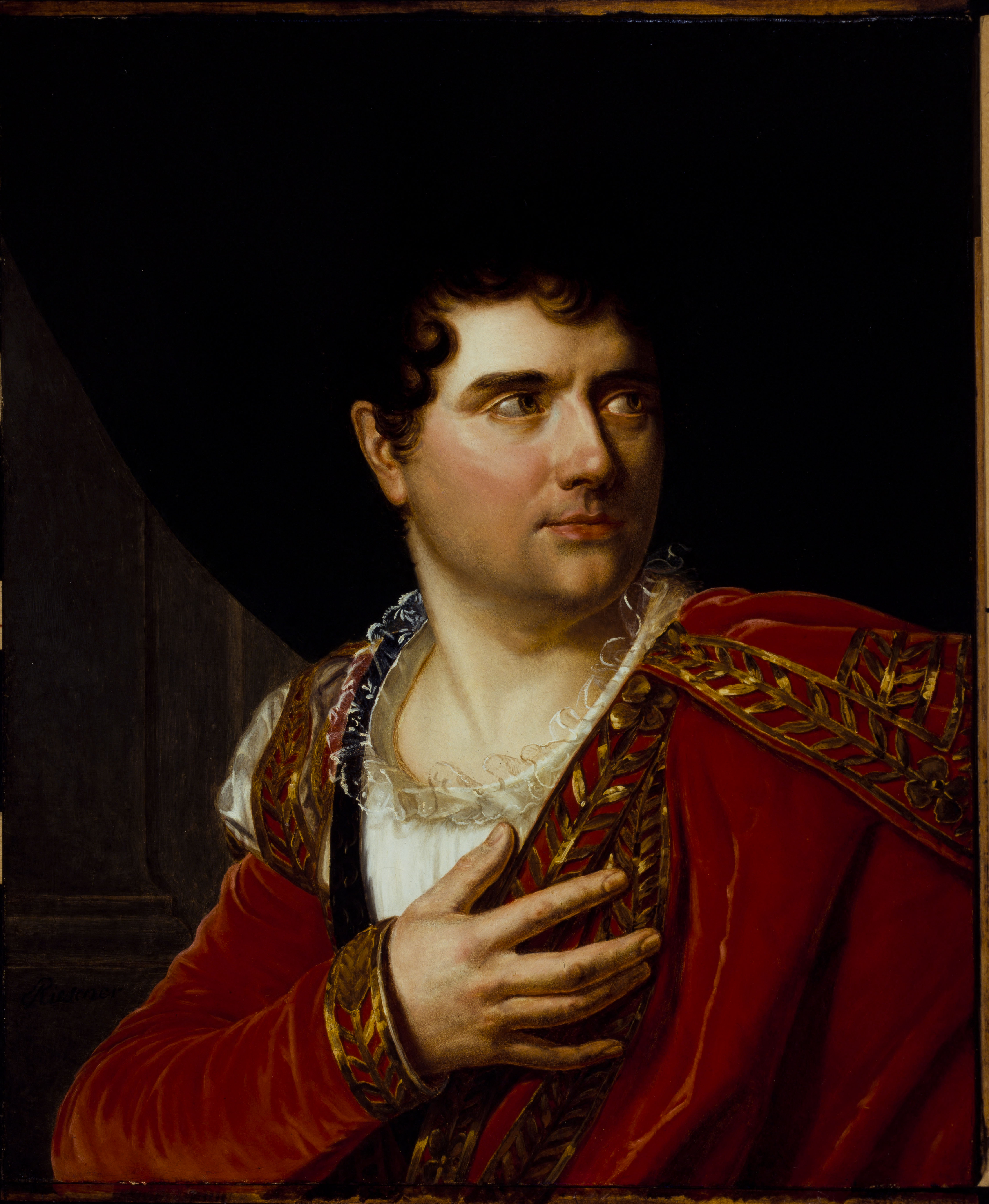
Jean-Baptiste-Sauveur Gavaudan

- 27 février : Jules Godefroid, harpiste et compositeur belge (° 23 février 1811).
- 10 avril : Gottlob Bachmann, compositeur et organiste allemand (° 26 mars 1763).
- 1er mai : Giuditta Grisi, mezzo-soprano italienne (° 28 juillet 1805)
- 10 mai :
  - Catterino Cavos, compositeur, organiste et chef d'orchestre italien (° 30 octobre 1775).
  - Jean-Baptiste-Sauveur Gavaudan, chanteur ténor français (° 8 août 1772).
- 27 mai : Niccolo Paganini, compositeur et violoniste italien (° 27 octobre 1782).
- 16 août : Vincenzo Negrini, baryton-basse italien (° 24 août 1804).
- 19 novembre : Johann Michael Vogl, baryton autrichien (° 10 août 1768).

Date indéterminée
- François-Joseph Dizi, musicien belge, harpiste le plus renommé de son temps (° 14 janvier 1780).